# Bolonovka
Bolonovka (ryska: Болоновка) är ett vattendrag i Belarus.   Det ligger i voblasten Mahiljoŭs voblast, i den centrala delen av landet, 160 km öster om huvudstaden Minsk. Bolonovka ligger vid sjön Tjyhіrynskaje Vadaschovіsjtja.
I omgivningarna runt Bolonovka växer i huvudsak blandskog. Runt Bolonovka är det glesbefolkat, med 18 invånare per kvadratkilometer.